# Dominó (álbum de 1992)
Dominó é o sexto álbum de estúdio da boy band brasileira homônima, que chegou às lojas em 1992. Lançado pela Epic Records, foi o primeiro do grupo a ser lançado no formato CD. As versões em fita cassete e CD incluem a faixa bônus "Mágoa", uma regravação de um sucesso dos Golden Boys.
O álbum é notável por ser o único com a formação composta por Marcelo Rodrigues, Marcos Quintela, Rodrigo Faro e Ítalo Coutinho, e também o último com Marcelo e Marcos.
Em 1992, após várias mudanças de integrantes e gêneros musicais, o grupo preparou para o álbum algumas inovações, mas mantendo sua essência de cantar e dançar. 
O integrante Ítalo foi selecionado após testes para ser paquito no programa da Xuxa, enquanto Rodrigo, amigo de Marcelo e apresentador de um programa na Rede Bandeirantes, entrou após a saída de Afonso.
A produção do álbum foi feita por Arnaldo Saccomani, conhecido no cenário musical desde a década de 1960 e por sua participação em programas de talentos na TV. O álbum contém 60% de canções românticas, com letras mais adultas e toques de sátira.
Antes do lançamento do álbum, a nova formação já realizava shows em várias cidades brasileiras, gerenciados pela Promoarte. O primeiro single a ser lançado nas rádios foi "O Que Eu Te Ponho", seguido por "Vem Provar".

## Antecedentes
Em 1992, o Dominó já tinha em seu catálogo fonográfico sete discos e mais de 1,5 milhão de cópias vendidas no Brasil. Após mudanças de integrantes e constante mudanças nos gêneros musicais para agradar as rádios e seu público, o grupo resolveu preparar-se para o que seria o seu sexto álbum de estúdio (oitavo da discografia) com algumas inovações, mas sendo fieis à sua essência. Em entrevista, o integrante Marcos Quintela afirmou: "Somos um quarteto que canta e dança. Com a saída de dois integrantes entraram Ítalo e Rodrigo. Seria fácil mostrar o Dominó tocando instrumentos como tantas outras bandas mas essa não é nossa praia".
Nesse contexto, dois novos cantores foram selecionados de maneiras diferentes. Ítalo fez testes para ser paquito do programa da Xuxa, a fita que foi utilizada em seu teste caiu nas mãos do apresentador Gugu Liberato, que resolveu investir em seu potencial. Ao passo que Rodrigo era amigo de Marcelo, e apresentava um programa na Rede Bandeirantes, intitulado Z Y Bem Bom, no qual chegou a receber o Dominó. Após a saída de Afonso, resolveu fazer um teste para o grupo e acabou sendo convocado.

## Produção e gravação
A produção do álbum foi feita por Arnaldo Saccomani, que ficou virou conhecido por ser o jurado carrasco de programas de caça-talentos na televisão. No cenário musical, ele foi um dos nomes mais conhecidos na produção de álbuns e composição de músicas, desde a década de 1960.
De acordo com os integrantes, 60% das canções são românticas, com letras mais adultas que a dos discos anteriores e algumas delas com toques de sátira no refrão. Os lançamentos nos formatos cassete e CD contém uma faixa bônus: "Mágoa", uma regravação de um sucesso dos Golden Boys que por sua vez é uma versão de uma música americana chamada "Heartaches", gravada por diversos artistas.

## Lançamento e divulgação
Na discografia do grupo, Dominó tornou-se o único a ser lançado com a formação composta pelos integrantes Marcelo Rodrigues, Marcos Quintela, Rodrigo Faro e Ítalo Coutinho e também foi o sexto e último álbum com Marcelo e Marcos.
Antes do lançamento do álbum, a nova formação já vinha fazendo pequenos shows, por cerca de oito meses, em várias cidades brasileiras, sob o gerenciamento da empresa Promoarte.
A primeira música de trabalho foi "O Que Eu Te Ponho" para qual foi feito um videoclipe. Um segundo single promocional, da faixa "Vem Provar", foi levado as rádios posteriormente.

## Lista de faixas
Créditos adaptados dos encartes do LP e do CD Dominó, de 1992.
| Lado 1 |                                                   |                                                                 |                                            |         |  |
| N.º    | Título                                            | Compositor(es)                                                  | Versões originais                          | Duração |  |
| 1.     | "O Que Eu Te Ponho"                               | Mau Mau, Plinta, versão de Edgard Poças                         | "Que Te La Pongo" de Garibaldi             | 3:12    |  |
| 2.     | "Sem Compromisso" (participação especial de Mara) | Mauro Motta, Arnaldo Saccomani                                  |                                            | 4:05    |  |
| 3.     | "Sou Louco Por Você"                              | Augusto Cesar, Paulo Sérgio Valle                               |                                            | 3:51    |  |
| 4.     | "Vem Cantar Comigo (Hum, Hum, Hum)"               | C. Mayfield, versão de Edgard Poças                             | "Um, Um, Um, Um, Um, Um" de The Youngsters | 2:54    |  |
| 5.     | "Vem Provar"                                      | Pablo Panilla, Michel Platón, Chuss Platón, versão de Sérgio Sá | "Locura Sin Partitura" de Platon           | 3:44    |  |

| Lado 2 |                        |                                                                                                |                                                        |         |  |
| N.º    | Título                 | Compositor(es)                                                                                 | Versões originais                                      | Duração |  |
| 1.     | "Bum Bum"              | M. Chieregato, R. Ballerini, S. Montini, R. Turatti, T. Beecher Hooker, versão de Edgard Poças | "Boom Boom (Let's Go Back To My Room)" de Paul Lekakis | 3:31    |  |
| 2.     | "Me Liga"              | Mauro Motta, Arnaldo Saccomani                                                                 |                                                        | 4:19    |  |
| 3.     | "Era Dos Super Heróis" | Sérgio Lopes, Paulo Coelho                                                                     | "A Era dos Super Heróis" de Lee Jackson                | 3:05    |  |
| 4.     | "Chapeuzinho Vermelho" | Ronald Blackwell, versão de Hamilton Di Giorgio                                                | "Li'l Red Riding Hood" de Sam The Sham & The Pharaohs  | 3:08    |  |
| 5.     | "Chore Por Mim"        | Mogol, Shapiro, versão de Sérgio Sá                                                            | "Piangi Con Me" de The Rokes                           | 2:56    |  |

| Faixa bônus da edição Cassete |         |                                                 |                                       |         |  |
| N.º                           | Título  | Compositor(es)                                  | Versão                                | Duração |  |
| 6.                            | "Mágoa" | J. Klenner, A. Hoffman, versão de Rossini Pinto | "Mágoa" ("Heartaches") de Golden Boys | 3:12    |  |

| Edição CD      |                                                   |         |  |
| N.º            | Título                                            | Duração |  |
| 1.             | "O Que Eu Te Ponho"                               | 3:12    |  |
| 2.             | "Sem Compromisso" (participação especial de Mara) | 4:05    |  |
| 3.             | "Sou Louco Por Você"                              | 3:51    |  |
| 4.             | "Vem Cantar Comigo (Hum, Hum, Hum)"               | 2:54    |  |
| 5.             | "Vem Provar"                                      | 3:44    |  |
| 6.             | "Bum Bum"                                         | 3:31    |  |
| 7.             | "Me Liga"                                         | 4:19    |  |
| 8.             | "Era Dos Super Heróis"                            | 3:05    |  |
| 9.             | "Chapeuzinho Vermelho"                            | 3:08    |  |
| 10.            | "Chore Por Mim"                                   | 2:56    |  |
| 11.            | "Mágoa" (Faixa Bônus)                             | 3:12    |  |
| Duração total: | Duração total:                                    | 35:97   |  |

## Vocais
- Informações extraídas do encarte do álbum.[2]

| Título                              | Voz solo                                                          | Vocais                                              |
| ----------------------------------- | ----------------------------------------------------------------- | --------------------------------------------------- |
| "O Que Eu Te Ponho"                 | Marcos Quintela e Marcelo Rodrigues                               | Ítalo Coutinho e Rodrigo Faro                       |
| "Sem Compromisso"                   | Marcelo Rodrigues e Mara                                          | Marcos Quintela, Ítalo Coutinho e Rodrigo Faro      |
| "Sou Louco Por Você"                | Marcos Quintela                                                   | Marcelo Rodrigues, Ítalo Coutinho e Rodrigo Faro    |
| "Vem Cantar Comigo (Hum, Hum, Hum)" | Rodrigo Faro                                                      | Marcelo Rodrigues, Ítalo Coutinho e Marcos Quintela |
| "Vem Provar"                        | Marcelo Rodrigues                                                 | Marcos Quintela, Ítalo Coutinho e Rodrigo Faro      |
| "Bum Bum"                           | Marcos Quintela                                                   | Marcelo Rodrigues, Ítalo Coutinho e Rodrigo Faro    |
| "Me Liga"                           | Marcelo Rodrigues                                                 | Marcos Quintela, Ítalo Coutinho e Rodrigo Faro      |
| "Era dos Super Heróis"              | Marcelo Rodrigues, Marcos Quintela, Ítalo Coutinho e Rodrigo Faro | —                                                   |
| "Chapeuzinho Vermelho"              | Marcos Quintela                                                   | Marcelo Rodrigues, Ítalo Coutinho e Rodrigo Faro    |
| "Chore Por Mim"                     | Marcelo Rodrigues                                                 | Marcos Quintela, Ítalo Coutinho e Rodrigo Faro      |
| "Mágoa"                             | Rodrigo Faro                                                      | Marcelo Rodrigues, Ítalo Coutinho e Marcos Quintela |

## Créditos
Informações extraídas do encarte do álbum.
- Produzido por: Arnaldo Saccomani para Espaço Livre
- Coordenação de produção: Wilson Souto Junior e Luca Salvia
- Coordenação vocal: Caio Flávio
- Vocal adicional: Caio Flávio, Ringo e Luiz Bastos
- Arranjo e Teclados: Serginho Sá (faixas 1 até 6); Piska (faixas 7 até 11)
- Programação: Pedro Milliet (faixas 1 até 6); Tutu (faixas 7 até 11)
- Violão: Paulinho Ferreira (faixa 1)
- Guitarra: Paulinho Ferreira (faixas 1 até 6, 8); Piska (faixas 7, 9 até 11)
- Baixo: Ari (faixa 4)
- Saxofone: Lino Simão (faixa 7)
- Gravado e mixado por: Carlinhos Freitas e Paulo Farat
- Assistentes de estúdio: Ivan Knopfler e Otávio Paixão
- Masterizado e editado por: Carlinhos Freitas
- Participação especial (faixa 2): Mara, cedida pela EMI ODEON
- Arregimentação: Sonia Faria
- Gravado e mixado no ARTMIX STUDIOS
- Fotos: Sergio Nedal
- Direção de arte: Carlos Nunes
- Impressão: DIV. GRÁFICA SONY MUSIC